# إيبرهارد شيفر
إيبرهارد شيفر (بالألمانية: Eberhard Schäfer)‏ هو عسكري وطيار ألماني، ولد في 25 أغسطس 1924 في ماغديبورغ في ألمانيا، وتوفي في 9 أبريل 1944 في زاموشتش في بولندا.